# 利維·維谷斯基
利維·维谷斯基（俄语：Лев Семёнович Выготский，1896年11月17日—1934年6月11日，其姓氏中國大陸譯為維果斯基，其他的翻譯還包括维果茨基、维戈茨基等），蘇聯心理學家。维果斯基认为社会环境对学习有关键性的作用，认为社会因素与个人因素的整合促成了学习。他和皮亞杰分别發展出一套认知發展理論體系。他於37歲因肺炎英年早逝，而其作品在當時只有俄語版本留存。由於他的政見與斯大林相左，而其理论中有浓厚的西方文化色彩，在1936至1956年间受到苏联政府当局的打压，被禁止讨论。直到六十年代他的理論才廣為西方所知，並迅即被翻譯成各國文字；他的學生亦借此機會前往美國講學，並宣揚他的理念，对西方心理学产生了广泛的影响。
维果斯基与A.H.列昂节夫和A.P.鲁利亚等人由此形成了一个极有影响的文化历史心理学学派。

## 生平
維谷斯基出生于白俄罗斯比罗卢西亚的奥尔沙，一个世俗化的犹太中产家庭，在戈梅利长大，父亲是一位银行家。1913年，他被莫斯科大学录取。当时維谷斯基感兴趣的学科是历史与哲学，但他接受父母的意见选择了医学，后又转到了法学院。1914年决定同时在莫斯科大学和沙尼亚夫斯基人民大学同时就读。1917年維谷斯基同时从两所大学毕业，返回了其家庭所在地戈麦尔，开始了他的教师生涯。1924年之后，維谷斯基的兴趣转向了心理学，尤其是教育心理学。1922-1926年期间，維谷斯基写了八篇关于心理学的论文。1934年春天，遭到肺结核的侵袭，后死于肺结核引起的大出血。

## 可能發展區
維谷斯基理論的中心在於近侧发展区间，指兒童在成長的過程並不一定如皮亞杰所論述的受到年齡所限制。如果有一個導師讓兒童嘗試一些他能力以外的事物，可以加快他的成長過程。

## 維谷斯基對語文學習的看法
維谷斯基認為語文在兒童心智發展中佔有主導的地位。他提出了“Constructive Theory”來描述兒童認知的發展過程。相對於皮亞杰的四個階段，維谷斯基提出了思想發展的四個過程：
1. 知識構架
2. 從學習帶領發展
3. 與社會不可分割的發展
4. 語言在認知發展所佔的主導角色。

維谷斯基認為閱讀與寫作的教學僅是語文的一部份，語文的學習應是整體的。另一方面，認為在語文的學習活動中，教師應在教學活動裏發展互為主觀的師生互動關係。換言之，教師在整個學習活動的過程中，透過有關的教學對話，將聽、說、讀、寫的教育概念化，讓兒童來自生活經驗概念相結合，讓學習發生意義。而語文的學習亦將不再只是無意義的抄寫練習，與日常生活變得毫無關係。相反，語文的學習已成為他們日常生活中人與人溝通的重要工具。透過不同的互動環境下，經老師、父母及同學的協助，學生本身的語文「可能發展區」亦隨而得以不斷的往上攀升。